# Cystéine synthase
La cystéine synthase est une transférase qui catalyse la réaction :
O-acétyl-L-sérine + H2S  {\displaystyle \rightleftharpoons }  L-cystéine + acétate.
Cette enzyme utilise le phosphate de pyridoxal comme cofacteur et intervient dans trois voies métaboliques : le métabolisme de la cystéine, celui des acides aminés séléniés, et plus généralement celui du soufre organique.